# Beringia

Cầu đất liền Bering co lại

Cầu đất liền Bering là một cầu đất khoảng rộng khoảng 1600 km (phía bắc đến phía nam) ở đoạn lớn nhất của nó, mà ngày nay là Alaska và phía đông Xibia tại các thời điểm khác nhau trong các kỳ băng hà thuộc thế Pleistocene. Giống như hầu hết khu vực của Siberia và Mãn Châu, Beringia không đóng băng vì tuyết rơi là vô cùng ít. Thảo nguyên đồng cỏ, bao gồm cả những cầu bằng đất, trải dài vài trăm dặm vào các châu lục trên hai bên đã được gọi là Beringia. Người ta tin rằng một dân số nhỏ loài người nhiều nhất là vài ngàn người sống sót tối đa trong Beringia cuối thời kỳ băng hà, cô lập họ khỏi tổ tiên của họ ở châu Á ít nhất là 5.000 năm, trước khi mở rộng để cư châu Mỹ sau đó cách đây vào khoảng 16.500 năm trước, trong giai đoạn cực đại băng cuối cùng khi sông băng Mỹ chặn đường về phía nam, tan chảy.